# Philippe Roger
Philippe Roger, né le 30 septembre 1949 à Bourges, est un historien et critique français, spécialiste en particulier du XVIIIe siècle. Il est directeur d'études à l'École des hautes études en sciences sociales, directeur de recherche émérite au CNRS, et dirige la revue Critique.

## Biographie
Ancien élève de l'École normale supérieure, il est agrégé de lettres classiques.

## Publications

### Ouvrages
- Sade, la philosophie dans le pressoir (Grasset, 1976).
- Sade : écrire la crise, dir. Michel Camus et Philippe Roger (Belfond, 1983).
- Roland Barthes, roman (Grasset, 1986; Livre de poche, 1990).
- La Légende de la Révolution au XXe siècle : de Gance à Renoir, de Romain Rolland à Claude Simon, dir. Jean-Claude Bonnet et Philippe Roger (Flammarion, 1988).
- L'Homme des Lumières : de Paris à Pétersbourg, dir. Philippe Roger (Naples, Vivarium, 1995).
- Rêves et cauchemars américains, Les États-Unis au miroir de l’opinion publique française (1945-1953) (Presses universitaires du Septentrion, 1996).
- L'Encyclopédie, du réseau au livre et du livre au réseau, dir. Robert Morrissey et Philippe Roger (Champion, 2001).
- L'Ennemi américain : généalogie de l'antiaméricanisme français (Seuil, 2002; coll. « Points », 2004).
- Un siècle de deux cents ans ? Les XVIIe et XVIIIe siècles, continuités et discontinuités, dir. Jean Dagen et Philippe Roger (Desjonquères, 2004).

### Articles
- « La guerre froide sur le littoral du Pas-de-Calais : l'interdiction des représentations de « Drame à Toulon » à Calais en décembre 1951 », Revue du Nord, vol. 2012/1, no 394,‎ 2012, p. 187-197 (lire en ligne, consulté le 19 novembre 2018).